# Qui Christi Domini

Mapa de circunscripciones eclesiásticas francesas según lo establecido por la bula Qui Christi Domini

La bula Qui Christi Domini es una bula papal fulminada por el papa Pío VII el 29 de noviembre de 1801 en Roma en la Basílica de Santa María la Mayor. Se designa así por su incipit en latín eclesiástico: «Qui Christi Domini vices» (en español, «Quien es vicario de Cristo»). El objetivo de esta burbuja es eliminar todas las sedes episcopales existentes en Francia y erigir diez archidiócesis y cincuenta diócesis, cuyos límites corresponden a los de los departamentos.

## Contenido
A raíz del concordato ratificado el 15 de julio de 1801, el gobierno francés, representado por Napoleón Bonaparte, y la Santa Sede acordaron las circunscripciones eclesiásticas de la Iglesia católica en el territorio de la República francesa (incluida la margen izquierda del Rin).
De conformidad con el artículo 58 del concordato, está previsto establecer diez archidiócesis metropolitanas y cincuenta diócesis sufragáneas.
Con la bula Qui Christi Domini, Pío VII tomó tres medidas principales:
- suprime las 157 sedes episcopales que existían en Francia.[2]
- quita por completo toda jurisdicción o derecho a los obispos instalados en estas sedes abolidas y que no habían querido dimitir.[3]
- erigió ex nihilo 60 sedes y organizó territorialmente las diócesis según el apéndice del artículo 58, haciendo coincidir sus límites con los de uno, dos o tres departamentos franceses existentes en 1801 (la mayoría existentes desde 1790).[4]

Las disposiciones decretadas por esta bula son absolutamente únicas en la historia de la Iglesia. Nunca un papa se ha concedido el derecho de suprimir pura y simplemente una sola sede episcopal, ni a fortiori todas las sedes de una nación o de un reino, ni de deponer a uno o más obispos excepto en casos de cisma, herejía o escándalo. Las reorganizaciones territoriales de las diócesis que han tenido lugar a lo largo de la historia de la Iglesia han dado lugar, por ejemplo, a la creación de nuevas sedes cuyo territorio diocesano fue desmembrado de una antigua diócesis; o también, las diócesis se reunieron en la misma sede. Pero nunca se habían suprimido simplemente las sedes y diócesis, especialmente a tal escala.
Mediante esta bula, todas las sedes episcopales, la mayoría de las cuales se remontaban a la Antigüedad, fueron suprimidas y abolidas; y se erigieron nuevos asientos. Como las nuevas sedes se fundaron en su mayoría en las mismas ciudades y en las mismas catedrales que las antiguas, esta medida pasó algo desapercibida. Sin embargo, causó gran asombro entre muchos fieles. Algunos continuaron reconociendo a los antiguos obispos instalados canónicamente, otros rechazaron a los obispos constitucionales instalados por el papa en las nuevas sedes. Así, quienes rechazaron estas medidas sin precedentes constituyeron una especie de cisma que aún perdura en el siglo XXI. Este cisma "anti-nueva-iglesia" se unió muy rápidamente al cisma "proconstitucional", reuniendo así dos movimientos inicialmente opuestos.
Esta política de tabula rasa tiene como consecuencia que los obispos diocesanos franceses, a partir de 1801, no sean, jurídicamente, sucesores de los antiguos obispos, aunque sigan siéndolo desde un punto de vista simbólico. Por ejemplo, el arzobispo de Lyon no tiene como predecesor más antiguo a los santos Potino e Ireneo, sino al cardenal Fesch.

## La nueva organización eclesiástica
Las 157 sedes fueron suprimidas por bula del papa.
- Inmediatamente se construyeron 60 sedes, incluidas 58 en las ciudades que fueron antiguas sedes y 2 en nuevas ciudades.
- de las 99 sedes no recreados en 1801:
  - 35 se construirán durante el siglo XIX (y en 1961 para Amberes).
  - 64 nunca serán refundadas.

### Sedes nuevas creadas
el Papa erige sesenta nuevas sedes (10 arzobispales y 50 episcopales), de las cuales:
- cincuenta y ocho están establecidas en la misma ciudad y en la misma catedral que las antiguas sedes.
- Se erigen dos sedes en una ciudad que antes no era episcopal: Aquisgrán[5] y Versalles.

Las diez nuevas sedes metropolitanas se establecen en una  ciudad y una catedral antiguamente metropolitana. Cuatro antiguas catedrales metropolitanas se convierten en una simple diócesis (Cambrai, Trier, Mainz y Aviñón), y nueve ni siquiera forman ya una diócesis.

### Sedes suprimidas y luego recreadas
De las sedes episcopales abolidas en 1801 y no recreadas inmediatamente después, treinta y cinco fueron recreadas posteriormente:
- veintinueve sedes fueron recreadas en Francia por la bula Paternæ charitatis del 6 de octubre de 1822
  - Aire, Albi, Auch, Beauvais, Belley, Blois, Châlons, Chartres, Fréjus, Gap, Langres, Le Puy, Luçon, Marsella, Montauban, Nevers, Nimes, Pamiers, Périgueux, Elna (Perpiñán),[6] Reims, Rodez, Saint-Claude, Saint-Dié, Sens, Tarbes, Tulle, Verdún, Viviers.

- Se recrearon dos sedes en Saboya, que ya no era francesa en 1825:
  - diócesis de Maurienne (1825), de Tarantaise (1825).[7]

- Se recrearon cuatro sedes en la margen izquierda del Rin (que ya no era francés) entre 1815 y 1961:
  - Colonia (1821),[8] Brujas (bula en 1827, creación efectiva en 1834), Roermond (1853), Amberes (1961).

### Sedes suprimidas y nunca restauradas
Sesenta y cuatro ciudades donde se asentaba un obispo no fueron incluidas en las nuevas creaciones y ya no fueron restablecidas posteriormente. El título lo llevan actualmente los obispos cuya diócesis contiene la antigua ciudad episcopal, con excepción de las antiguas diócesis corsas cuyo título es «obispado titular» atribuido a un obispo no residente.
- archidiócesis: Arlés, Embrun y Vienne.
- diócesis: Agde, Aleria, Alès, Alet, Apt, Auxerre, Avranches, Bazas, Bethléem, Béziers, Boulogne, Carpentras, Castres, Cavaillon, Chalon,[9] Cominges, Condom, Couserans, Dax, Die, Dol, Ginebra, Glandèves, Grasse, Laon, Lavaur, Lectoure, Lescar, Lisieux, Lodève, Lombez, Mâcon, Mariana, Mirepoix, Narbona, Nebbio, Noyon, Oloron, Orange, Rieux, Riez, Sagone, Saint-Malo, Saint-Omer, Saint-Papoul, Saint-Paul-Trois-Châteaux, Léon, Saint-Pons-de-Thomières, Saintes, Sarlat, Senez, Senlis, Sisteron, Toulon, Toul, Tréguier, Uzès, Vabres, Vaison, Vence, Ypres.

## La memoria de las Iglesias antiguas
A pesar de la supresión de todas las sedes episcopales y la erección de sesenta nuevas sedes, el papa Pío VII autorizó el uso, por parte de los nuevos obispos, del título de algunas antiguas sedes, pero sólo como «recuerdo», sin que sea posible concluir que estas Iglesias «en realidad no fueron eliminados»:
“Ordenamos, en virtud de la autoridad apostólica que se nos ha delegado, y damos respectivamente la facultad a los arzobispos y obispos que serán instituidos canónicamente, de unir cada uno al título de la iglesia que le será confiada, los demás títulos de las iglesias suprimidas que hemos mencionado en la tabla anterior; de tal manera, sin embargo, que de esta unión y esta aplicación de títulos, hecha únicamente para el honor y para preservar la memoria de estas ilustres iglesias, no podemos en ningún momento concluir, o que estas iglesias todavía existen, o que 'son realmente no han sido suprimidos, o que los obispos a quienes permitimos adjuntar los títulos al título de aquello que han de regir, no adquieran con ello otra jurisdicción que la que expresamente les preserva el contenido de nuestra. presente decreto.”
Así, el arzobispo de la recién creada sede metropolitana de Lyon podría llamarse a sí mismo «arzobispo de Lyon, Vienne y Embrun».